# Cartes du Ciel
Cartes du Ciel – program symulacji planetarium.
Program działa w środowisku Linux, Windows oraz Mac OS X i jest programem typu Open Source opartym na licencji GNU GPL.